# Крайня Північ Росії
Кра́йня Пі́вніч Росії — частина території Російської Федерації, розташована, головним чином, на півночі держави, охоплюючи території європейської частини країни переважно за Полярним колом, практично весь Сибір, крім Південно-Західного і Південного, Камчатку і Чукотку. Термін є радше правовим і політичним, тому покриває і території, що прирівняні до Півночі — частково Далекий Схід; характеризується надзвичайно важкими кліматичними умовами.

## Географія, клімат, історія та економіка
Географічно Крайня північ Росії (і території, прирівняні до неї) охоплює (з заходу на схід) такі адміністративні одиниці держави (цілком або частково):
- Мурманська область;

- Архангельська область (частково);
- Республіка Комі (частково);
- Тюменська область (частково);
- Красноярський край (частково);
- Республіка Саха-Якутія (частково);
  - також острови Північного Льодовитого океану та його морів, острови Берингового й Охотського морів.

Прирівняні до Крайньої Півночі
- Іркутська область (частково);
- Сахалінська область (частково);
- Хабаровський край (частково);
- Карелія;

Клімат Крайньої Півночі є надзвичайно суворим, в т.ч. з полюсами холоду планети Земля. Географічні зони Крайньої Півночі — арктична, тундра, лісотундра, а також тайга. 
У різний час робилися спроби освоїти терени Крайньої Півночі — як за Російської імперії, так і в радянський час цьому сприяли податкові і соціальні пільги для місцевих жителів і особливо для переселенців. Практично від часу входження теренів до складу Росії вони традиційно були місцем заслання злочинців, в першу чергу, політичних; за радянських часів — територією ГУЛАГу.
У теперішній час в багатьох місцях Крайньої Півночі розгорнуто розробку і видобуток корисних копалин, постали сучасні робітничі міста і поселення (наприклад, Норильськ). І за часів СРСР, і від часу незалежності України на підприємствах Крайньої Півночі Росії працює чимало українців.

## Населення
На Крайній Півночі Росії проживають (у цілому за принципом — з заходу на схід) такі корінні народи:
- угро-фінські народи: саами, карели, окремі групи комі-зирян (в т.ч. іжемці), мансі, ханти;
- Самодійські народи: ненці, селькупи, нганасани тощо;
- тюркські народи: долгани, якути;
- Палеоазійські народи: чукчі, ескімоси тощо;
- Тунгусо-маньчжурські народи: евенки, евени, нанайці, ульчі, негідальці тощо.

Дисперсно по всій території Крайньої Півночі розселені росіяни, в т.ч. представники субетнічних (помори), змішаних груп (напр. камчадали); у багатьох місцях проживають українці (включно з трудовими емігрантами) — в Західному Сибіру, 
Усі громадяни Росії — мешканці Крайньої Півночі користуються певними правовими пільгами. Крім того, представники малочисельних корінних народів є т.зв. корінними народами Півночі.